# Tunnel van Boondaal
De tunnel van Boondaal is een spoortunnel in de stad Brussel en de gemeente Ukkel, beide gelegen in het Brussels Hoofdstedelijk Gewest. De tunnel heeft een lengte van 1063 meter en loopt deels onder het Ter Kamerenbos. De dubbelsporige spoorlijn 26 gaat door deze tunnel.